# العلاقات الكولومبية اللوكسمبورغية
العلاقات الكولومبية اللوكسمبورغية هي العلاقات الثنائية التي تجمع بين كولومبيا ولوكسمبورغ.

## مقارنة بين البلدين
هذه مقارنة عامة ومرجعية للدولتين:
| وجه المقارنة                                              | كولومبيا        | لوكسمبورغ                                                     |
| --------------------------------------------------------- | --------------- | ------------------------------------------------------------- |
| المساحة (كم2)                                             | 1.14 مليون      | 2.59 ألف                                                      |
| عدد السكان (نسمة)                                         | 49.07 مليون     | 599.45 ألف                                                    |
| الكثافة السكانية (ن./كم²)                                 | 43.04           | 231.45                                                        |
| العاصمة                                                   | بوغوتا          | لوكسمبورغ                                                     |
| اللغة الرسمية                                             | اللغة الإسبانية | اللغة اللوكسمبورغية، لغة فرنسية، اللغة الألمانية              |
| العملة                                                    | بيزو كولومبي    | يورو، فرنك لوكسمبورغ                                          |
| الناتج المحلي الإجمالي (بليون دولار)                      | 309.19 مليار    | 62.40 مليار                                                   |
| الناتج المحلي الإجمالي (تعادل القوة الشرائية) بليون دولار | 724.96 مليار    | 58.13 مليار                                                   |
| الناتج المحلي الإجمالي الاسمي للفرد دولار أمريكي          | 7.60 ألف        | 101.45 ألف                                                    |
| الناتج المحلي الإجمالي للفرد دولار أمريكي                 | 13.36 ألف       | 101.93 ألف                                                    |
| مؤشر التنمية البشرية                                      | 0.720           | 0.892                                                         |
| رمز المكالمات الدولي                                      | +57             | +352                                                          |
| رمز الإنترنت                                              | .co             | .lu                                                           |
| المنطقة الزمنية                                           | 00              | توقيت وسط أوروبا، ت ع م+01:00، ت ع م+02:00، أوروبا/لوكسمبورج ‏ |

## منظمات دولية مشتركة
يشترك البلدان في عضوية مجموعة من المنظمات الدولية، منها:
| علم المنظمة | اسم المنظمة                               | تاريخ انضمام كولومبيا | تاريخ انضمام لوكسمبورغ |
| ----------- | ----------------------------------------- | --------------------- | ---------------------- |
|             | البنك الدولي للإنشاء والتعمير             | 24 ديسمبر 1946        | 27 ديسمبر 1945         |
|             | منظمة التجارة العالمية                    | ?                     | ?                      |
|             | المركز الدولي لتسوية المنازعات الاستشارية | 14 أغسطس 1997         | 29 أغسطس 1970          |
|             | منظمة حظر الأسلحة الكيميائية              | ?                     | ?                      |
|             | الفريق المعني برصد الأرض                  | ?                     | ?                      |
|             | الأمم المتحدة                             | 5 نوفمبر 1945         | 24 أكتوبر 1945         |
|             | حلف شمال الأطلسي                          | ?                     | 4 أبريل 1949           |
|             | وكالة ضمان الاستثمار متعدد الأطراف        | 30 نوفمبر 1995        | 29 أغسطس 1991          |
|             | منظمة الشرطة الجنائية الدولية             | ?                     | ?                      |
|             | مؤسسة التنمية الدولية                     | 16 يونيو 1961         | 4 يونيو 1964           |
|             | يونسكو                                    | 31 أكتوبر 1947        | 27 أكتوبر 1947         |
|             | مؤسسة التمويل الدولية                     | 20 يوليو 1956         | 4 أكتوبر 1956          |
|             | الاتحاد البريدي العالمي                   | ?                     | ?                      |
|             | الاتحاد الدولي للاتصالات                  | 25 أغسطس 1914         | 2 مارس 1866            |

## وصلات خارجية
- موقع وزارة الخارجية اللوكسمبورغية